# ラリサ・ヨルダケ
ラリサ・ヨルダケ（ルーマニア語: Larisa Andreea Iordache、発音: ラリサ・アンドレヤ・ヨルダケ、1996年6月19日 - ）は、ルーマニア・ブカレスト出身の体操競技選手。
2012年ヨーロッパ女子体操競技選手権ゆか・団体総合の金メダリスト、平均台の銀メダリスト。
2012年ロンドンオリンピックの女子体操競技団体総合の銅メダリスト。